# Amphoe Mueang Prachuap Khiri Khan
Amphoe Mueang Prachuap Khiri Khan (thailändisch อำเภอเมืองประจวบคีรีขันธ์) ist ein Landkreis (Amphoe – Verwaltungs-Distrikt) in der Provinz Prachuap Khiri Khan. Die Provinz Prachuap Khiri Khan liegt im Südwesten der Zentralregion von Thailand.

## Lage
Amphoe Mueang Prachuap Khiri Khan liegt am Golf von Thailand etwa 280 km südwestlich der Hauptstadt Bangkok.
Benachbarte Distrikte sind Amphoe Kui Buri im Norden und Amphoe Thap Sakae im Süden. Im Westen liegt die Grenze zur Tanintharyi-Division von Myanmar, im Osten der Golf von Thailand.
In Tambon Huai Sai befindet sich die schmalste Stelle der Landmasse von Thailand auf der Malaiischen Halbinsel. Von der Golfküste zur Grenze mit Myanmar sind es hier nur 11 Kilometer.

## Geschichte
In der frühen Rattanakosin-Periode gründete König Phra Phutthaloetla (Rama II.) die Stadt (Mueang) Bang Nang Rom an der Mündung des Nang-Rom-Kanals. König Mongkut (Rama IV.) änderte den Namen von Mueang Bang Nang Rom in Mueang Prachuap Khiri Khan. Der Name sollte sich mit Mueang Patchanta Khiri Khet (heute Provinz Koh Kong in Kambodscha) auf der anderen Seite des Golfs von Thailand reimen. Im Jahr 1894 stellte König Chulalongkorn (Rama V.) Mueang Prachuap unter die Verwaltung von Mueang Phetchaburi. 1898 verlegte er das Verwaltungs-Zentrum von Mueang Kui an die Ko-Lak-Bucht (auch: Prachuap-Bucht). 1906 wurden Mueang Pranburi, Kamnoed Nopphakhun und Prachuap zum neu eingerichteten Mueang Pranburi zusammengelegt. Die neue Stadt wurde zur Hauptstadt einer neuen Provinz unter der Verwaltung des Monthon Ratchaburi. Um einer Verwechslung der Stadtnamen vorzubeugen, änderte König Vajiravudh (Rama VI.) am 16. August 1915 den Namen des Kreises an der Prachuap-Bucht zurück in Prachuap Khiri Khan.

## Verwaltung
Provinzverwaltung
Der Landkreis Mueang Prachuap Khiri Khan ist in sechs Tambon („Unterbezirke“ oder „Gemeinden“) eingeteilt, die sich weiter in 63 Muban („Dörfer“) unterteilen.
| Nr. | Name                | Thai        | Muban | Einw.  |
| --- | ------------------- | ----------- | ----- | ------ |
| 01. | Prachuap Khiri Khan | ประจวบคีรีขันธ์ | 0-    | 17.994 |
| 02. | Ko Lak              | เกาะหลัก     | 11    | 14.493 |
| 03. | Khlong Wan          | คลองวาฬ     | 09    | 14.359 |
| 04. | Huai Sai            | ห้วยทราย     | 13    | 09.808 |
| 05. | Ao Noi              | อ่าวน้อย      | 16    | 24.633 |
| 06. | Bo Nok              | บ่อนอก       | 14    | 07.463 |

Lokalverwaltung
Es gibt eine Kommune mit „Stadt“-Status (Thesaban Mueang) im Landkreis:
- Prachuap Khiri Khan (Thai: เทศบาลเมืองประจวบคีรีขันธ์) bestehend aus dem kompletten Tambon Prachuap Khiri Khan und den Teilen der Tambon Ko Lak, Ao Noi.

Es gibt zwei Kommunen mit „Kleinstadt“-Status (Thesaban Tambon) im Landkreis:
- Km 5 (Thai: เทศบาลตำบลกม.5) bestehend aus Teilen des Tambon Ao Noi.
- Khlong Wan (Thai: เทศบาลตำบลคลองวาฬ) bestehend aus Teilen des Tambon Khlong Wan.

Außerdem gibt es fünf „Tambon-Verwaltungsorganisationen“ (องค์การบริหารส่วนตำบล – Tambon Administrative Organizations, TAO)
- Ko Lak (Thai: องค์การบริหารส่วนตำบลเกาะหลัก) bestehend aus Teilen des Tambon Ko Lak.
- Khlong Wan (Thai: องค์การบริหารส่วนตำบลคลองวาฬ) bestehend aus Teilen des Tambon Khlong Wan.
- Huai Sai (Thai: องค์การบริหารส่วนตำบลห้วยทราย) bestehend aus dem kompletten Tambon Huai Sai.
- Ao Noi (Thai: องค์การบริหารส่วนตำบลอ่าวน้อย) bestehend aus Teilen des Tambon Ao Noi.
- Bo Nok (Thai: องค์การบริหารส่วนตำบลบ่อนอก) bestehend aus dem kompletten Tambon Bo Nok.